# تاتنگا
تاتنگا (به لهستانی:  Tatynia) یک روستا در لهستان است که در گمینا پلیس واقع شده‌است. تاتنگا ۲۵۰ نفر جمعیت دارد.